# Tested
Tested är ett livealbum av punkrockbandet Bad Religion, utgivet 1997. Alla låtarna är liveversioner som spelades in under Bad Religions turné 1996 i Europa och Nordamerika.

## Låtlista
| Nr           | Titel                              | Inspelningsdatum och -plats.                            | Längd |
| ------------ | ---------------------------------- | ------------------------------------------------------- | ----- |
| 1.           | Operation Rescue                   | 26 juni 1996 på The Arena i Berlin, Tyskland            | 2:12  |
| 2.           | Punk Rock Song                     | 10 juli 1996 på Stadio Olimpico i Rom, Italien          | 2:25  |
| 3.           | Tomorrow                           | 10 juli 1996 på Stadio Olimpico i Rom, Italien          | 1:55  |
| 4.           | A Walk                             | 27 juni 1996 på Roskildefestivalen i Roskilde, Danmark  | 2:27  |
| 5.           | God Song                           | 19 september 1996 på The Metropolis i Pittsburgh, USA   | 1:48  |
| 6.           | Pity the Dead                      | 22 juni 1996 på The Amphitheater i Loreley, Tyskland    | 2:59  |
| 7.           | One Thousand More Fools            | 7 september 1996 på Holidome i Melbourne, USA           | 1:39  |
| 8.           | Drunk Sincerity                    | 24 april 1996 på RPM Warehouse i Toronto, Kanada        | 2:18  |
| 9.           | Generator                          | 30 juni 1996 på Westfalenhalle i Dortmund, Tyskland     | 3:23  |
| 10.          | Change of Ideas                    | 25 april 1996 på State Theatre i Detroit, USA           | 1:00  |
| 11.          | Portrait of Authority              | 26 juni 1996 på The Arena i Berlin, Tyskland            | 2:52  |
| 12.          | What It Is                         | 17 april 1996 på The Roseland i New York, USA           | 2:20  |
| 13.          | Dream of Unity (studioinspelning)  | 4 september 1996 på Polypterus Studio i Ithaca, USA     | 2:50  |
| 14.          | Sanity                             | 11 september 1996 på Button South i Raleigh, USA        | 2:43  |
| 15.          | American Jesus                     | 22 juni 1996 på The Amphitheater i Loreley, Tyskland    | 3:15  |
| 16.          | Do What You Want                   | 19 september 1996 på The Metropolis i Pittsburgh, USA   | 1:15  |
| 17.          | Part III                           | 19 june, 1996 i Circus Krone i München, Tyskland.       | 2:55  |
| 18.          | 10 in 2010                         | 7 juli 1996 på Tallinna Lauluväljak i Tallinn, Estland  | 2:25  |
| 19.          | No Direction                       | 12 september 1996 på Hammerjacks i Baltimore, USA       | 3:08  |
| 20.          | Along the Way                      | 3 maj 1996 på PNE Forum i Vancouver, Kanada             | 1:39  |
| 21.          | Recipe for Hate                    | 28 april 1996 på The Rivierai Chicago, USA              | 2:15  |
| 22.          | Fuck Armageddon...This Is Hell     | 8 maj 1996 på The Warfield Theater i San Francisco, USA | 3:01  |
| 23.          | It's Reciprocal (studioinspelning) | 14 oktober 1996 Polypterus Studio i Ithaca, USA         | 2:04  |
| 24.          | Struck a Nerve                     | 8 september 1996 på Shades i Jacksonville, USA          | 3:36  |
| 25.          | Leave Mine to Me                   | 22 april 1996 på Auditoire de Verdun i Montréal, Kanada | 2:13  |
| 26.          | Tested                             | 2 september 1996 på Polypterus Studio i Ithaca, USA     | 3:05  |
| 27.          | No Control                         | 8 september 1996 på Shades i Jacksonville, USA          | 2:03  |
| Total längd: | Total längd:                       | Total längd:                                            | 65:49 |